# Prix Iris du meilleur acteur
Le prix Iris du meilleur acteur (officiellement : prix Iris de la meilleure interprétation dans un premier rôle masculin) est une récompense cinématographique québécoise décernée chaque année lors du Gala Québec Cinéma. Ce prix récompense le travail d’interprétation d’un acteur, jugé comme étant le meilleur de l’année écoulée, dans un film québécois où il tient le premier rôle.

## Palmarès

### Distribué sous le nom de prix Jutra du meilleur acteur
Source : Québec Cinéma

#### Années 1990
- 1999 : Alexis Martin pour le rôle de Philippe dans Un 32 août sur terre
  - Marc Messier pour le rôle de Bob dans Les Boys 2
  - Marcel Sabourin pour le rôle d'Abel Gagné dans Aujourd'hui ou jamais
  - Dino Tavarone pour le rôle de Lorenzo dans 2 secondes

#### Années 2000
- 2000 : Gabriel Arcand pour le rôle de Ghislain O'Brien dans Post mortem
  - Sébastien Huberdeau pour le rôle de Jim dans L'Île de sable
  - Pierre Lebeau pour le rôle de Matroni dans Matroni et moi
  - Luc Picard pour le rôle de Lauren Vaillancourt dans Le Dernier Souffle

- 2001 : Paul Ahmarani pour le rôle de Christophe dans La Moitié gauche du frigo
  - David La Haye pour le rôle de Steph dans Full Blast
  - François Papineau pour le rôle de François Papineau dans La Bouteille
  - Michel Côté pour le rôle de Gilles Gervais dans La Vie après l'amour

- 2002 : Luc Picard pour le rôle de François-Marie-Thomas de Lorimier dans 15 février 1839
  - Zinedine Soualem pour le rôle de Ahmed Kasni dans L'Ange de goudron
  - Rémy Girard pour le rôle de Stan, Marc Messier pour le rôle de Bob et Patrick Huard pour le rôle de Ti-Guy dans Les Boys 3
  - David LaHaye pour le rôle d'Alex dans Un crabe dans la tête

- 2003 : Pierre Lebeau pour le rôle de Séraphin Poudrier dans Séraphin : Un homme et son péché
  - Roy Dupuis pour le rôle d'Alexis Labranche dans Séraphin : Un homme et son péché
  - Paul Ahmarani pour le rôle d'Ulysse dans Le Marais
  - Patrice Robitaille pour le rôle de Rob dans Québec-Montréal

- 2004 : Serge Thériault pour le rôle de François Brochu dans Gaz Bar Blues
  - Rémy Girard pour le rôle de Rémy dans Les Invasions barbares
  - Raymond Bouchard pour le rôle de Germain Lesage dans La Grande Séduction
  - Luc Picard pour le rôle de Gérard dans 20h17 rue Darling

- 2005 : Roy Dupuis pour le rôle d'Alexandre Tourneur dans Mémoires affectives
  - Michel Côté pour le rôle de Marcel Talon dans Le Dernier Tunnel
  - Guy Jodoin pour le rôle du Capitaine Charles Patenaude dans Dans une galaxie près de chez vous
  - David LaHaye pour le rôle de François le Gardeur dans Nouvelle-France

- 2006 : Marc-André Grondin pour le rôle de Zachary Beaulieu dans C.R.A.Z.Y.
  - Roy Dupuis pour le rôle de Maurice Richard dans Maurice Richard
  - Patrick Drolet pour le rôle de François dans La Neuvaine
  - Luc Picard pour le rôle de Louis Tremblay dans L'Audition

- 2007 : Paul Ahmarani pour le rôle de Louis Legros et Olivier Gourmet pour le rôle de Michel Roy dans Congorama
  - Marc Béland pour le rôle de Bernard dans Guide de la petite vengeance
  - Patrick Huard pour le rôle de David Bouchard et Colm Feore pour le rôle de Martin Ward dans Bon Cop, Bad Cop
  - Luc Picard pour le rôle de Bernard Valcourt dans Un dimanche à la piscine à Kigali

- 2008 : Roy Dupuis pour le rôle de Général Roméo Dallaire dans J'ai serré la main du diable
  - Marc Labrèche pour le rôle de Jean-Marc Leblanc dans L'Âge des ténèbres
  - Claude Legault pour le rôle de Mathieu dans Les 3 P'tits Cochons
  - Guillaume Lemay-Thivierge pour le rôle de Max dans Nitro

- 2009 : Natar Ungalaaq pour le rôle de Tiivii dans Ce qu'il faut pour vivre
  - Michel Côté pour les rôles de Jean-Jacques, Gérard, Patrice et Serge dans Cruising Bar 2
  - Alexis Martin pour le rôle de Bertrand Girard dans Le Banquet
  - Vincent-Guillaume Otis pour le rôle de Babine dans Babine

#### Années 2010
- 2010 : Sébastien Ricard pour le rôle d'André « Dédé » Fortin dans Dédé, à travers les brumes
  - Jean-Carl Boucher pour le rôle de Ricardo Trogi dans 1981
  - Michel Côté pour le rôle de Jacques Laroche dans De père en flic
  - Normand D'Amour pour le rôle de Jacques Beaulieu dans 5150, rue des Ormes
  - Xavier Dolan pour le rôle de Hubert Minel dans J'ai tué ma mère

- 2011 : Claude Legault pour le rôle de Gilles dans 10 ½
  - François Papineau pour le rôle de Gilles dans Route 132
  - Jacques Godin pour le rôle du père dans La Dernière Fugue
  - Emmanuel Bilodeau pour le rôle de Jean-François Sauvageau dans Curling
  - Jay Baruchel pour le rôle de Leon Bronstein dans The Trotsky

- 2012 : Gilbert Sicotte pour le rôle de Marcel Lévesque dans Le Vendeur
  - Mohamed Fellag pour le rôle de Bashir Lazhar dans Monsieur Lazhar
  - Patrick Huard pour le rôle de David Wozniak dans Starbuck
  - Charles-Antoine Perreault pour le rôle d'Étienne dans Une vie qui commence
  - Mario Saint-Amand pour le rôle de Gerry Boulet dans Gerry

- 2013 : Julien Poulin pour le rôle de Germain dans Camion
  - Ali Ammar pour le rôle de Rami dans Roméo Onze
  - Gabriel Arcand pour le rôle du Pierre dans Karakara
  - Marc-André Grondin pour le rôle de Michel Dumont dans L'Affaire Dumont
  - Victor Andrès Trelles Turgeon pour le rôle de François dans Le Torrent

- 2014 : Antoine Bertrand pour le rôle de Louis Cyr dans Louis Cyr : L'Homme le plus fort du monde
  - Gabriel Arcand pour le rôle de Gaby Gagnon dans Le Démantèlement
  - Alexandre Landry pour le rôle de Martin dans Gabrielle
  - Marcel Sabourin pour le rôle de Henri Bernard dans L'Autre Maison
  - Issaka Sawadogo pour le rôle de Traoré dans Diego Star

- 2015 : Antoine Olivier Pilon pour le rôle de Steve O'Connor Després dans Mommy
  - Walter Borden pour le rôle de M. Peabody dans Gerontophilia
  - Jean-Carl Boucher pour le rôle de Ricardo Trogi dans 1987
  - Guy Nadon pour le rôle de Normand dans L'Ange gardien
  - Patrice Robitaille pour le rôle de JP dans La Petite Reine

### Distribué sous le nom de Trophée du meilleur acteur
- 2016 : Gilbert Sicotte pour le rôle de Roland Beaulieu dans Paul à Québec
  - Xavier Dolan pour le rôle de Michael Aleen dans La Chanson de l'éléphant
  - Maxim Gaudette pour le rôle de David Leblanc dans Les Êtres chers
  - Alexandre Landry pour le rôle d'Alex dans L'Amour au temps de la guerre civile
  - Paul Savoie pour le rôle de Nicolas dans Le Journal d'un vieil homme

### Distribué sous le nom de prix Iris du meilleur acteur
- 2017 : Gabriel Arcand pour le rôle de Pierre dans Le Fils de Jean
  - Antoine Olivier Pilon pour le rôle de Tim dans 1:54
  - Dane DeHaan pour le rôle de Roman dans Un ours et deux amants
  - Émile Schneider pour le rôle d'Atilla dans Là où Atilla passe...
  - Gaspard Ulliel pour le rôle de Louis-Jean Knipper dans Juste la fin du monde

- 2018 : Christian Bégin pour le rôle de Louis dans Le Problème d'infiltration
  - Jesse Camacho pour le rôle de Chris dans We're Still Together
  - Patrick Huard pour le rôle de David Bouchard dans Bon Cop, Bad Cop 2
  - Joey Klein pour le rôle de Bobby dans We're Still Together
  - Jean-Simon Leduc pour le rôle de JP dans Chien de garde

- 2019 : Martin Dubreuil pour le rôle de Yves Boisvert dans À tous ceux qui ne me lisent pas
  - Théodore Pellerin pour le rôle de Guillaume dans Genèse
  - Pierre-Luc Brillant pour le rôle de Steve dans La Disparition des lucioles
  - Patrick Hivon pour le rôle de Kevin dans Nous sommes Gold
  - Jean-Carl Boucher pour le rôle de Ricardo Trogi dans 1991

#### Années 2020
- 2020 : Gilbert Sicotte pour le rôle de Charlie dans Il pleuvait des oiseaux
  - Robin Aubert pour le rôle de Bernard dans Jeune Juliette
  - Niels Schneider pour le rôle de Paul Marchand dans Sympathie pour le diable
  - Patrick Hivon pour le rôle de Karim dans La femme de mon frère
  - Marc-André Grondin pour le rôle de Vincent «Vince» Gamache dans Mafia Inc.

- 2021 : Sébastien Ricard pour le rôle du Frère Jean dans Le Club Vinland
  - Réal Bossé pour le rôle d'Alain dans Jusqu'au déclin
  - Paul Doucet pour le rôle de Jean-Marc Ricard dans Les nôtres
  - Patrick Hivon pour le rôle de Mathieu dans Mont Foster
  - Antoine Olivier Pilon pour le rôle de Daniel Léger dans Suspect numéro un

- 2022 : Vincent-Guillaume Otis pour le rôle d'Éric Asselin dans Norbourg
  - Nguyen Thanh Tri pour le rôle de Hiên dans Le meilleur pays du monde
  - Patrice Robitaille pour le rôle d'Étienne Brasseur dans Une révision
  - Robert Naylor pour le rôle d'Alexandre dans Le Bruit des moteurs
  - Sylvain Marcel pour le rôle de Guy-Claude dans Aline

- 2023 : Steve Laplante pour le rôle de John dans Viking
  - Guillaume Cyr pour le rôle d'Adam dans Arsenault et Fils
  - Henri Picard pour le rôle de Stéphane dans Le Plongeur
  - Luc Picard pour le rôle de Gérald Gallant dans Confessions
  - Patrick Hivon pour le rôle de Cédric dans Babysitter

## Récompenses et nominations multiples

### Récompenses multiples
3 / 3 : Gilbert Sicotte
2 / 4 : Roy Dupuis